# Eriotheca globosa

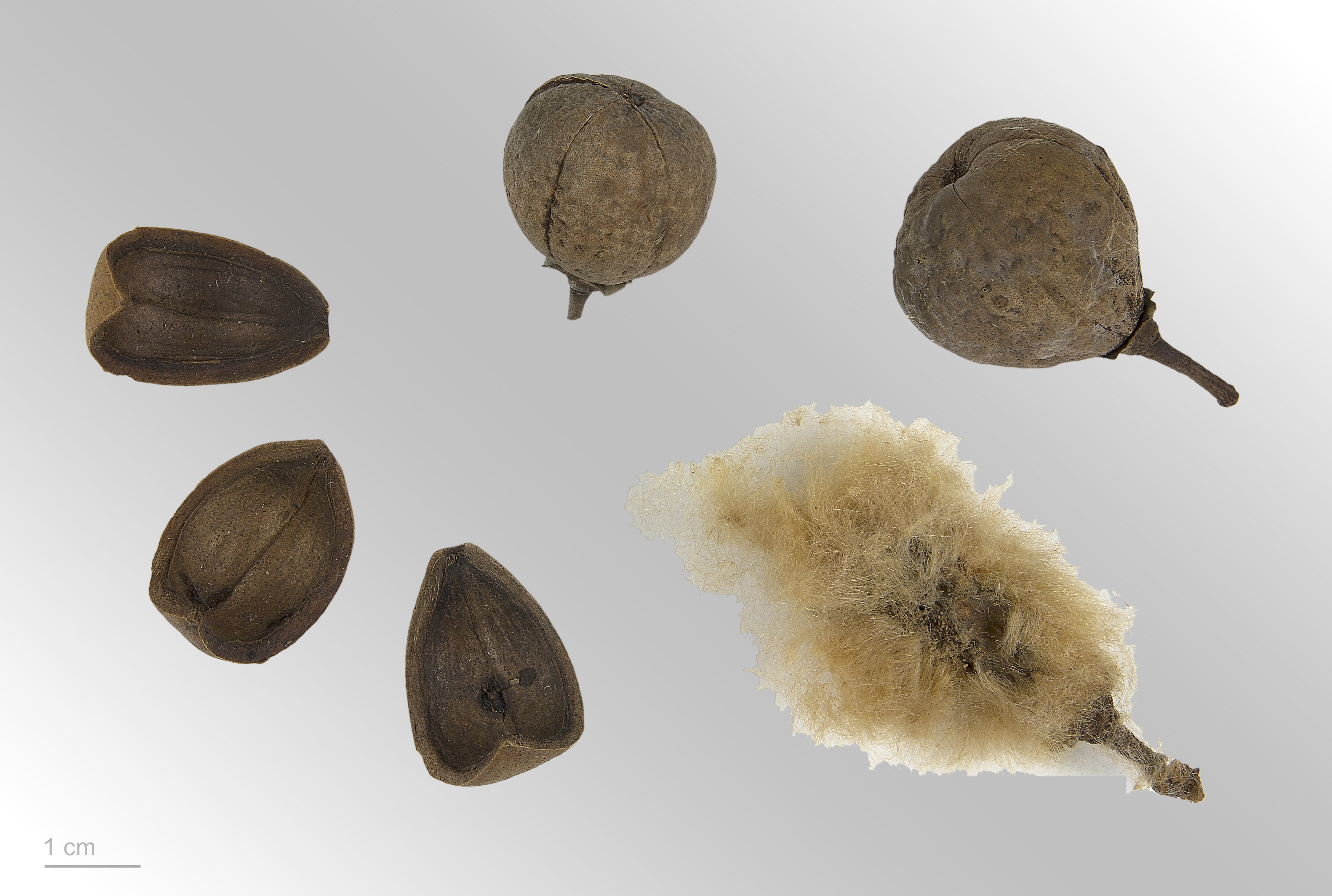
Eriotheca globosa

Eriotheca globosa är en malvaväxtart som först beskrevs av Jean Baptiste Christophe Fusée Aublet, och fick sitt nu gällande namn av André Georges Marie Walter Albert Robyns. Eriotheca globosa ingår i släktet Eriotheca och familjen malvaväxter. Inga underarter finns listade i Catalogue of Life.